# Burk
Burk – miejscowość i gmina w Niemczech, w kraju związkowym Bawaria, w rejencji Środkowa Frankonia, w regionie Westmittelfranken, w powiecie Ansbach, wchodzi w skład wspólnoty administracyjnej Dentlein am Forst. Leży około 20 km na południe od Ansbachu.

## Polityka
Wszyscy z 13 radnych zasiadających w radzie gminy są członkami ugrupowania CSU/FW.